# ORF 2
ORF 2 е втори обществен телевизионен канал в Австрия, собственост на Австрийското радио и телевизия (ORF). Стартира през 1961 г.

## История
Стартира излъчване като „техническа тестова програма“ на 11 септември 1961 г., която излъчва пет дни в седмицата. От 1 септември 1970 г. излъчва ежедневно. До 26 октомври 1992 г. телевизията се нарича FS 2 (Fernsehprogramm 2), след което е преименувана на сегашното си име ORF 2.
През 2018 г. е обявено, че редакционните отдели на ORF 1 и ORF 2 ще бъдат разделени. В резултат на това Матиас Шром е назначен за главен редактор на ORF 2, а Александър Хофер става мениджър на телевизията.

## Логотипи
- 1968 – 1975 г.
- 1975 – 1979 г.
- 1979 – 26 октомври 1992 г.
- 27 октомври 1992 – 4 октомври 2000 г.
- 5 октомври 2000 – 16 август 2005 г.
- 17 август 2005 – 9 януари 2012 г.
- Лого на ORF 2 HD, от 5 декември 2009 до 9 януари 2012 г.
- Лого на ORF zwei през януари 2011 г.
- Лого от 9 януари 2012 г.
- Лого на ORF 2 HD от 9 януари 2012 г.